# Elementary
Elementary – amerykański serial telewizyjny nadawany przez stację CBS od 27 września 2012 roku. W Polsce nadawany jest w usłudze nSeriale od 11 października 2012 roku oraz od 12 listopada 2012 roku przez stację AXN. Stworzony przez Roba Doherty na podstawie powieści Arthura Conana Doyle’a o Sherlocku Holmesie.
17 grudnia 2018 roku, stacja CBS ogłosiła, że 7. sezon jest finałową serią.

## Fabuła
Akcja rozgrywa się w XXI wieku. Brytyjski detektyw Sherlock Holmes (Jonny Lee Miller) przenosi się do Nowego Jorku i rozpoczyna współpracę z dr Joan Watson (Lucy Liu).

## Obsada
- Jonny Lee Miller jako Sherlock Holmes
- Lucy Liu jako Dr Joan Watson
- Aidan Quinn jako inspektor Thomas Gregson
- Jon Michael Hill jako detektyw Marcus Bell

### Powracające role
- Natalie Dormer jako Irene Adler

## Spis odcinków
| Sezon | Sezon | Odcinki | Oryginalna emisja    | Oryginalna emisja | Oryginalna emisja | Oryginalna emisja | Oryginalna emisja |
| Sezon | Sezon | Odcinki | Premiera sezonu      | Finał sezonu      | Premiera sezonu   | Finał sezonu      |                   |
| ----- | ----- | ------- | -------------------- | ----------------- | ----------------- | ----------------- | ----------------- |
|       | 1     | 24      | 27 września 2012     | 16 maja 2013      | 12 listopada 2012 | 12 sierpnia 2013  |                   |
|       | 2     | 24      | 26 września 2013     | 15 maja 2014      | 18 listopada 2013 | brak danych       |                   |
|       | 3     | 24      | 30 października 2014 | 14 maja 2015      | 15 listopada 2014 | 30 maja 2015      |                   |
|       | 4     | 24      | 5 listopada 2015     | 8 maja 2016       | 15 listopada 2015 | 29 maja 2016      |                   |
|       | 5     | 24      | 2 października 2016  | 21 maja 2017      | 17 listopada 2016 | nieemitowany      |                   |
|       | 6     | 21      | 30 kwietnia 2018     | 17 września 2018  | —                 | —                 |                   |
|       | 7     | 13      | 23 maja 2019         | 15 sierpnia 2019  | —                 | —                 |                   |